# Водознижувальний колодязь
Водозни́жувальний коло́дязь (рос. водопонижающий колодец, англ. wate rlowering sump, нім. Sumpfbrunnen m, Wasserhaltungsbrunnen m) — вертикальна гірнича виробка, що служить для зниження тиску а також рівня води у водоносному горизонті, що залягає нижче підошви гірничих виробок.
Водознижувальні колодязі бувають двох видів: трубчасті та копані.